# Paratrichocladius pierretti
Paratrichocladius pierretti är en tvåvingeart som beskrevs av Lehmann 1979. Paratrichocladius pierretti ingår i släktet Paratrichocladius och familjen fjädermyggor.
Artens utbredningsområde är Kongo. Inga underarter finns listade i Catalogue of Life.